# NGC 7176
NGC 7176 (również PGC 67883, UGCA 423 lub HCG 90B) – galaktyka eliptyczna (E), znajdująca się w gwiazdozbiorze Ryby Południowej. Została odkryta 23 września 1834 roku przez Johna Herschela. Galaktyka ta należy do zwartej grupy Hickson 90 (HCG 90).